# 대한불교천태종
대한불교천태종(大韓佛敎天台宗)은 대한민국에서 활동하는 교단(敎團)이다. 현재(2015) 종정은 김도용 대종사이며 역대 종정에는 1대 상월원각대조사, 2대 남대충 대종사이다. 종립대학인 금강대학교를 운영한다.
교단(敎團) 대한불교천태종(大韓佛敎天台宗)은 1967년 1월 24일 충청북도 단양군 영춘면 백자리 118 소재 구인사(救仁寺)에서 박상월(朴上月)이 중창하였고 법화사상계에 속한다. 석가모니불을 본존(本尊)으로 하고 천태대사 지의를 종조(宗祖)로, 대각국사 의천을 개창조로, 《법화경》을 소의경전(所依經典)으로 삼는다.
종지(宗旨)는 천태 사상인 회삼귀일 · 일심삼관 · 원융불이의 교리(敎理)와 대각국사 의천의 호국 이념에 있어 불교관을 참구신해하고 참선염불하여 정혜겸수 · 각행원만 · 불입합일의 인격 완성과 국민사상(國民思想) 통일과 사회 정화(淨化)에 공헌(貢獻)이다.
1945년 4월 20일 소백산에 구인사(救仁寺)를 창건하고 1966년 8월 천태종 대각불교를 창개(創開)하였다. 1969년 12월 포교원을 본종(本宗)으로 명칭을 변경하였다.
종단(宗團) 기구는 종정 아래 총무원 · 감사원 · 종의회와 그 밑에 4부를 둔다. 신도회 조직으로 전국중앙신도회와 그 아래 각 도 · 시 · 군 단위 지부 · 지회가 결성되어 있으며, 어린이회, 학생회, 청년회 등 각 연령대의 신행단체와 신흥 불교 종단 중 신도 조직의 체계가 가장 잘 짜여 있고 방대(尨大)하다.
교화(敎化) 사업으로 1970년 1월 《천태종약전(天台宗略典)》을 발간했고 1971년 《천태종성전》이 간행했다. 포교(布敎) 사업으로 월별로 각지를 순회(巡廻)하면서 지부별(支部別)로 신도회 자체에서 정기(定期)로 법회를 개최(開催)하며,. 주경야선(晝耕夜禪)을 수행(修行)하는 신조(信條)로 삼아 모든 재원(財源)은 자체 임야를 개간(開墾)하여 충당(充當)하고 당시 새마을사업에 앞장섰으며, 이후 계속하여 공익사업(公益事業)에 앞장선다. 육영사업으로 금강대학교를 설립하고 후세 교육에도 힘쓰고 있다.

## 역사
종단(宗團) 대한불교천태종(大韓佛敎天台宗)은 594년 중국의 천태지자대사 지의가 창시(創始)한 종단(宗團)인 천태종에서 유래하였다.
《법화경》을 근본 교의(敎義)로 하고 선정(禪定)과 지혜의 조화를 종의(宗義)로 하는 신라의 천태종은 고려 때 대각국사 의천에 의거(依據)해 해동천태종으로 성립되었다. 이후 구산선문은 조계종(曹溪宗)으로 총칭(總稱)되면서 5교 9산이 5교 양종(兩宗: 조계종 · 천태종)으로 일컬어졌다. 천태종의 성립으로 조계 9산은 큰 타격을 입어 겨우 종세(宗勢)를 유지했다. 천태종은 고려 말에 천태법사종(天台法事宗)과 천태소자종(天台疏字宗)으로 나뉘었고 조선 태종 7년(1407)에 재통합되었으며, 세종 6년(1424)에 조계종 · 총남종(摠南宗)과 아울러서 선종(禪宗)으로 통합되고 선교 양종(禪敎兩宗)이란 이름이 나타나게 되었다.
근대의 특징이 될 만한 성질이나 경향이 있는 의미의 대한불교천태종(大韓佛敎天台宗)을 세운 사람은 박상월(朴上月)이다. 대한불교천태종(大韓佛敎天台宗)은 지의, 의천, 박상월(朴上月)을 종조(宗祖)라 칭(稱)한다.
- 2015 현재 대한불교천태종(大韓佛敎天台宗)의 종정(宗正)은 대종사(大宗師) 김도용이다.
- 대한불교천태종(大韓佛敎天台宗)의 신도수는 1백67만 명이다(천태종 추산).

## 소의경전(所依經典)
각 종단의 종지(宗旨)를 좇아 수행(修行)하는 근본으로 삼는 경전(經典)을 소의경전(所依經典)이라 하고,
대한불교천태종(大韓佛敎天台宗)의 소의경전(所依經典)은 《묘법연화경(법화경)》이다.

## 사찰
종단(宗團) 대한불교천태종(大韓佛敎天台宗)의 총본산(總本山) 사찰(寺刹)은 충청북도 단양군에 있는 구인사(救仁寺)로서 보통 불교 사찰과 다른 콘크리트 구조를 사용하여 건축(建築)되었다.

### 지역별 사찰 수

#### 국내
- 서울특별시 : 관문사 등 6개 사찰
- 부산광역시 : 삼광사 등 5개 사찰
- 인천광역시 : 황룡사 등 1개 사찰
- 대구광역시 : 대성사 등 2개 사찰
- 대전광역시 : 광수사 등 2개 사찰
- 광주광역시 : 금광사 등 1개 사찰
- 울산광역시 : 정광사 등 2개 사찰
- 경기도 : 대광사 등 19개 사찰(지회 1개 포

함)
- 강원도 : 삼운사 등 32개 사찰(포교당 2개 포

함)
- 충청북도 : 명장사 등 10개 사찰
- 충청남도 : 래운사, 만수사 등 9개 사찰
- 경상북도 : 황해사 등 37개 사찰(포교당 2개 포함)
- 경상남도 : 원흥사, 삼학사 등 19개 사찰
- 전라도 :  만월사 등 5개 사찰
- 제주특별자치도 : 해운사 등 2개 사찰

합계: 사찰 152개(2017년 기준)

#### 국외
- 캐나다: 평화사
- 덴마크: 고광사
- 호주: 남장사

합계: 사찰 3개(2019년 기준)

## 재단법인(財團法人)
재단법인(財團法人) '대한불교천태종(大韓佛敎天台宗)'은 애국 불교, 생활 불교, 대중 불교를 실현하려는 운동을 이용하여 부처의 교의(敎義)인 '상구보리(上求菩提)·하화중생(下化衆生)'을 실천하고 도리인 '생활 불법(佛法)'을 국민 누구에게나 체득하게 하여 건전(健全)하고 숭고(崇高)한 국민정신(國民精神)을 창달(暢達)케 하여 개인 완성과 불국(佛國) 건설을 실현(實現)하고자 1991년 4월 16일 설립(設立)된 문화체육관광부에서 소관(所管)하는 재단법인이다. 사무실(事務室)은 충북 단양군 영춘면 백자리 132-1에 있다.

### 주요 사업
- 대한불교천태종(大韓佛敎天台宗) 포교(布敎)ㆍ전법(傳法) 이와 관계(關係)되는 교육과 불교 학술 연구
- 대한불교천태종(大韓佛敎天台宗)에 속(屬)한 사원(寺院)과 포교(布敎)ㆍ수도(修道)ㆍ부속(附屬) 시설을 위시한 각종 재산(財産)을 유지(維持)하고 관리(管理)
- 양로원(養老院)과 고아원(孤兒院)을 위시(爲始)한 사회복지사업(社會福祉事業)
- 불경(佛經) 언역(諺譯)과 각종 불교책 출판
- 승려의 보호ㆍ양성
- 민족 불교문화(佛敎文化)를 발전하게 하는 문화 사업
- 각종 불교 행사와 홍보(弘報)
- 기타 법인 목적 달성에 필요한 사업

## 같이 보기
- 불교
- 천태종
  - 중국의 천태종
  - 한국의 천태종
  - 일본의 천태종
- 법화종
- 지의
- 의천
- 중국의 불교
- 한국의 불교
- 이승만
- 금강대학교

## 참고 문헌
- 이 문서에는 다음커뮤니케이션(현 카카오)에서 GFDL 또는 CC-SA 라이선스로 배포한 글로벌 세계대백과사전의 내용을 기초로 작성된 글이 포함되어 있습니다.